# Zapote Dos
Zapote Dos es una localidad del municipio de Telchac Puerto en el estado de Yucatán, México.

## Hechos históricos
- En 1927 pasa del municipio de Telchac Pueblo al de Telchac Puerto.
- En 1990 cambia su nombre de Santa Elena a Los Palillos.
- En 1995 cambia a Zapote 2.
- En 2005 cambia a Zapote Dos.

## Demografía
Según el censo de 2005 realizado por el INEGI, la población de la localidad era de 0 habitantes, de los cuales 196 eran hombres y 181 eran mujeres.
| 9                           | 9 | 2 | 2 | 4 | 2 | 2 | 0 | ? | 0 | 0 | 0 |
| (Fuente: INEGI [Consultar]) |   |   |   |   |   |   |   |   |   |   |   |